# Flyleaf (álbum)
Flyleaf é o álbum de estreia da banda Flyleaf, lançado no dia 4 de outubro de 2005, alcançando o 88º lugar na Billboard 200.

## Faixas
| Versão normal |                 |         |  |
| N.º           | Título          | Duração |  |
| 1.            | "I'm So Sick"   | 2:56    |  |
| 2.            | "Fully Alive"   | 2:47    |  |
| 3.            | "Perfect"       | 2:49    |  |
| 4.            | "Cassie"        | 2:58    |  |
| 5.            | "Sorrow"        | 2:46    |  |
| 6.            | "I'm Sorry"     | 2:45    |  |
| 7.            | "All Around Me" | 3:18    |  |
| 8.            | "Red Sam"       | 3:20    |  |
| 9.            | "There for You" | 2:48    |  |
| 10.           | "Breathe Today" | 2:31    |  |
| 11.           | "So I Thought"  | 4:51    |  |

| Versão japonesa |        |         |  |
| N.º             | Título | Duração |  |
| 12.             | "Tina" | 2:34    |  |

| Versão americana |                            |         |  |
| N.º              | Título                     | Duração |  |
| 12.              | "Fully Alive" (acústico)   | 2:16    |  |
| 13.              | "Red Sam" (acústico)       | 3:27    |  |
| 14.              | "Cassie" (acústico)        | 3:11    |  |
| 15.              | "I'm So Sick" (acústico)   | 2:59    |  |
| 16.              | "All Around Me" (acústico) | 3:21    |  |

| Versão britânica |                            |         |  |
| N.º              | Título                     | Duração |  |
| 12.              | "Fully Alive" (acústico)   | 2:17    |  |
| 13.              | "All Around Me" (acústico) | 3:23    |  |
| 14.              | "Cassie" (acústico)        | 3:09    |  |

## Desempenho nas paradas musicais
| Paradas musicais (2005/2006) | Melhor Posição |
| ---------------------------- | -------------- |
| Billboard 200                | 57             |
| Top Heatseekers              | 3              |
| Billboard Christian Albums   | 1              |

## Créditos

### Banda
- Lacey Mosley – vocal
- Pat Seals – baixo
- Sameer Bhattacharya – guitarra
- Jared Hartmann – guitarra
- James Culpepper – bateria

### Participações
- Guitarra adicional em "There For You": Dave Navarro
- Vocal de apoio em "Cassie," "So I Thought," e "Red Sam": Ryan White do Resident Hero

### Produção
- Produzido por Howard Benson
- Mixagem por Mike Plotnikoff
- Masterizado por Leon Zervos e Chris Athens no Sterling Sound, Nova Iorque
- Gravado por Mike Plotnikoff
- A&R: James Diener e Ben Berkman

### Localização
- Gravado em:
  - Bay 7 Studios, Valley Village, Califórnia
  - Sparky Dark Studio, Calabasas, Califórnia
- Mixado em:
  - Scream Studios, Studio City, Califórnia
  - Chalice Studios, Los Angeles, Califórnia

### Arte
- Direção de arte: 7S
- Fotografia: Sam Erickson e Stephen Albanese
- Ilustração: Shannon Ronique Neall